# Madame Guérin
 (août 2025).
Motif : Insuffisamment de sources secondaires démontrant le notoriété requise pour un article Cf WP:CAA et WP:NPER
- Archive Wikiwix
- Bing
- Cairn
- DuckDuckGo
- E. Universalis
- Gallica
- Google
- G. Books
- G. News
- G. Scholar
- Persée
- Qwant
- (zh) Baidu
- (ru) Yandex
- (wd) trouver des œuvres sur Wikidata

| 1. | Préciser le motif de la pose du bandeau. | Précisez le motif de la pose du bandeau en utilisant la syntaxe suivante : {{admissibilité à vérifier\|date=août 2025\|motif=remplacez ce texte par le motif}}                     |
| 2. | Informer les utilisateurs concernés.     | Pensez à avertir le créateur de l'article, par exemple, en insérant le code ci-dessous sur sa page de discussion : {{subst:avertissement admissibilité à vérifier\|Madame Guérin}} |

 (juin 2020).
Madame Guérin, est une marchande de modes, modiste et couturière française. 
Madame Guérin est en faveur et devient une couturière très demandée pendant la Restauration et la Monarchie de Juillet.
Dans les années 1820, Madame Corot, Mademoiselle Fanny, Madame Herbault, ou encore Madame Guérin sont les grandes figures de modes de l’époque.